# Spaelotis clandestina
Spaelotis clandestina är en fjärilsart som beskrevs av Thaddeus William Harris 1841. Spaelotis clandestina ingår i släktet Spaelotis och familjen nattflyn, . En underart finns listad i Catalogue of Life, Spaelotis clandestina suecica Aurivillius, 1889. Flera auktoriteter har brutit ut Spaelotis suecica Aurivillius, 1889 till egen art, bland annat The Global Lepidoptera Names Index (LepIndex), Natural History Museum.a